# Grillplatz

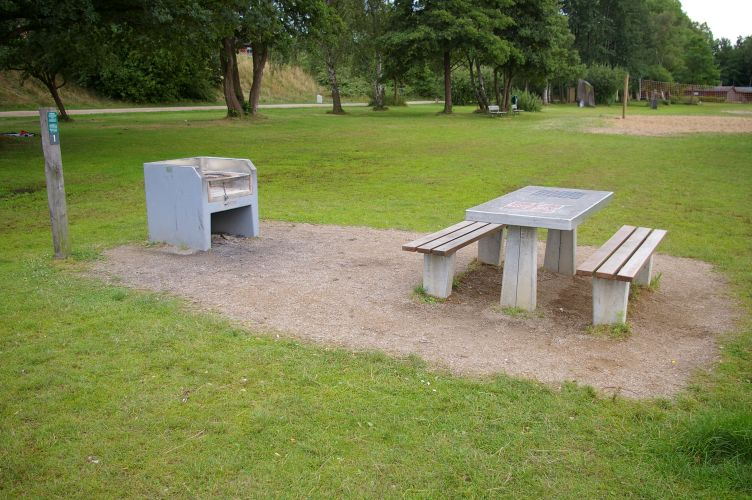
Beispiel für einen öffentlichen Grillplatz

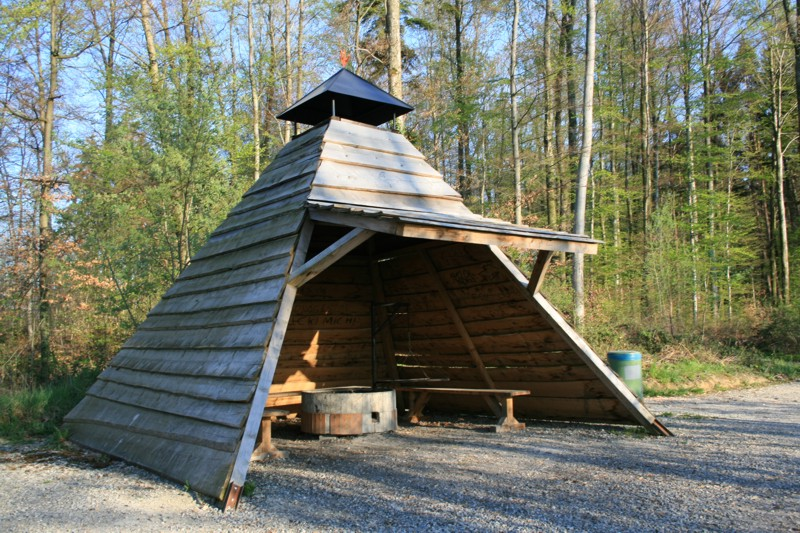
Waldgrillhütte

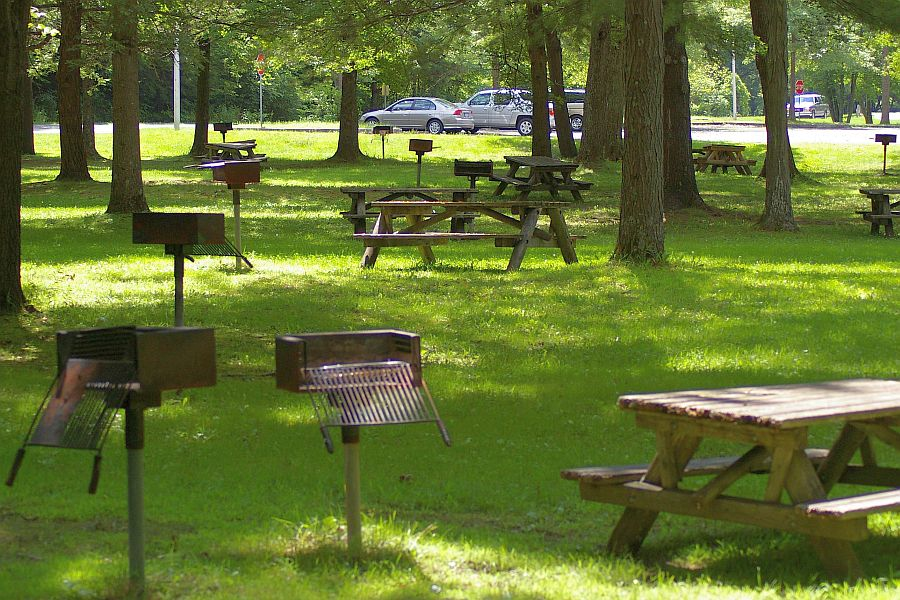
Typische Grillanlage in den USA

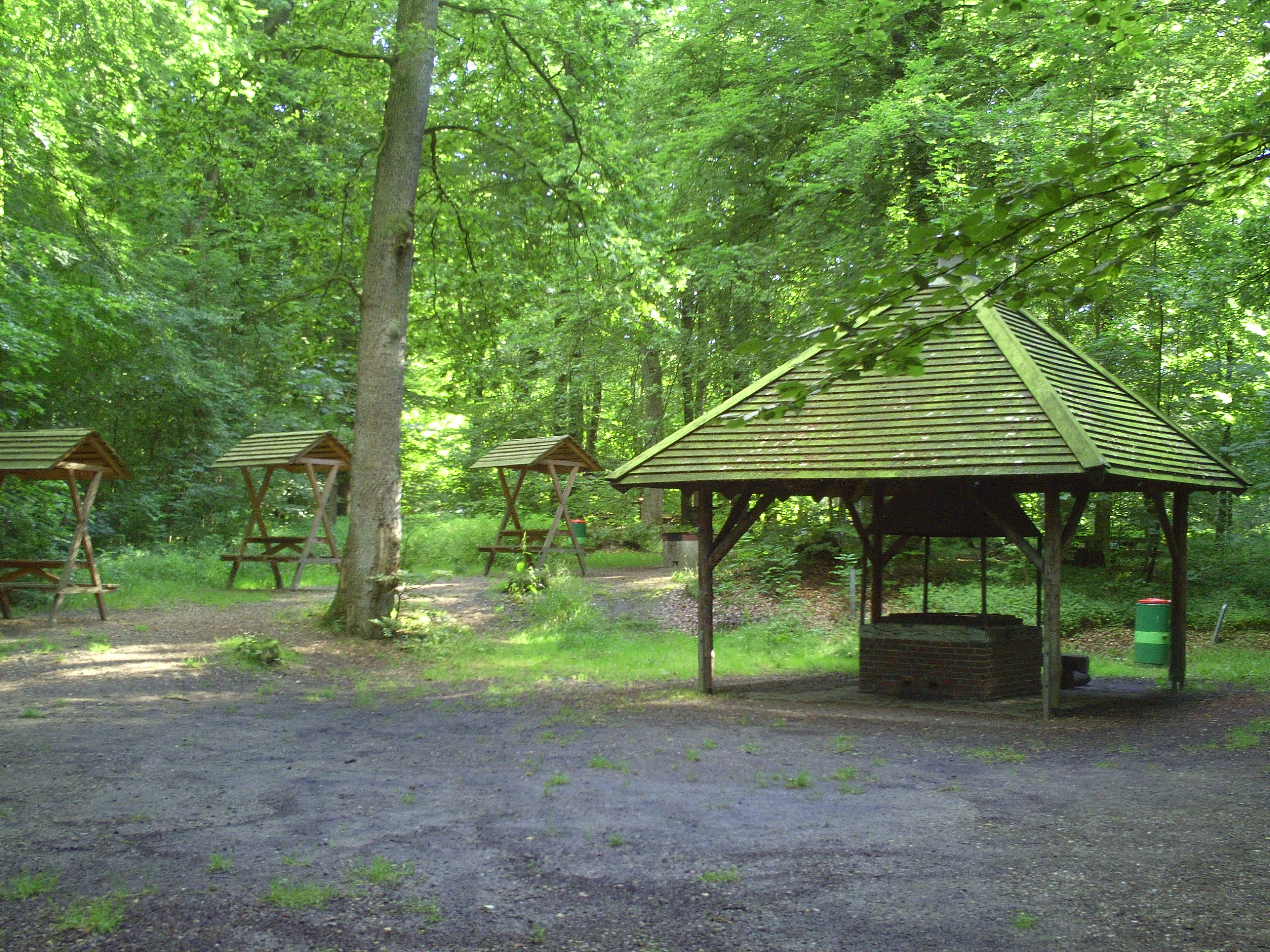
Grillplatz im Klueser Wald

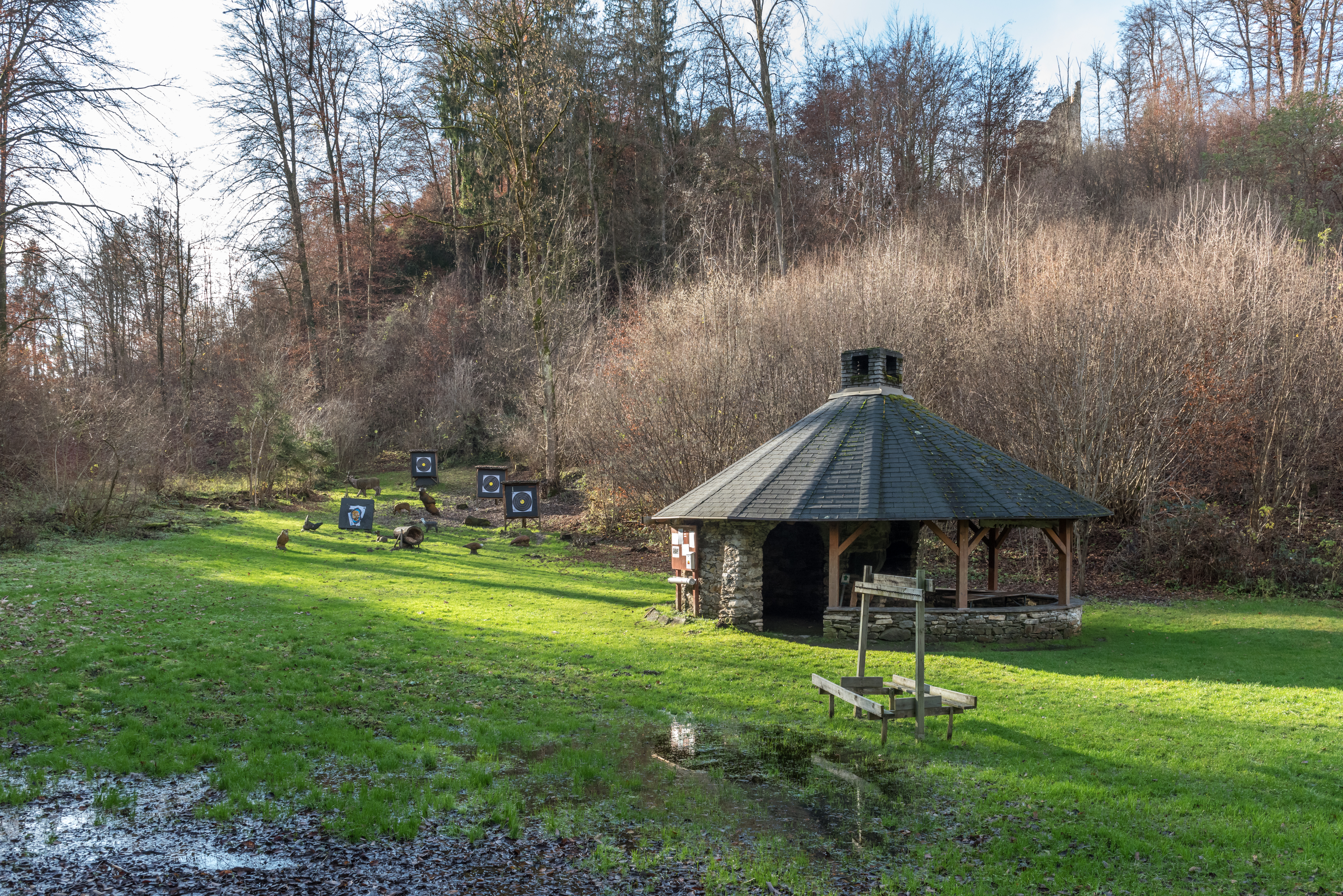
Leonsteiner Grillplatz in Pörtschach am Wörther See

Ein Grillplatz ist ein im Freien eingerichteter Platz mit einer oder mehreren Feuerstellen, die zum Grillen freigegeben sind. Oftmals befindet sich an einem Grillplatz auch eine Grillhütte oder ein Pavillon.
In den Städten gibt es Grillplätze in Parks oder parkartigen Arealen und in Stadtrandlagen. Außerhalb der Ortschaften findet man Grillplätze an touristischen Routen (z. B. Radwanderwegen).
Oft werden Grillplätze von den jeweiligen Kommunen ausgewiesen und verwaltet. Vor der Benutzung eines solchen Grillplatzes oder auch einer Grillhütte sollte man sich bei der zuständigen Gemeindeverwaltung anmelden. Gerade an Tagen mit Grillwetter ist eine Terminplanung bei der Belegung fest installierter Grillplätze unerlässlich. Im Gegensatz zu den freien Grillplätzen, bei denen man sich selbst um einen Grill oder einen Bratrost kümmern muss, ist bei den festen Grillplätzen oft ein gemauerter Grill mit Rost vorhanden, auch Holzbänke und Holztische sind keine Seltenheit. Grillgut, -kohle, -anzünder und andere -utensilien müssen sowohl bei freien als auch festen Grillplätzen selbst mitgebracht werden.

## Rechtliche Situation
Das Betreiben von Grillplätzen in Deutschland wird der Daseinsvorsorge und damit der kommunalen Selbstverwaltung aus Artikel 28 Absatz 2 Grundgesetz zugerechnet. Der Kommune steht es dabei vollkommen frei, ob und wie sie die Nutzung kommunaler Grillplätze betreibt oder regelt. Denkbar bei der Regelung in Grillplatzordnungen sind etwa die Rechtsformen von Gemeindesatzungen, Polizeiverordnungen oder auch Allgemeinverfügungen in Form von lediglich auf den Plätzen aufgestellten Schildern.
Rechtlich betrachtet ist in der Bundesrepublik Deutschland ein Grillplatz mit festen Einrichtungen, wie Feuerstellen, eine nicht genehmigungspflichtige Anlage im Sinne des § 3 Absatz 5 Nummer 1 Bundes-Immissionsschutzgesetzes (BImSchG). Betreibt eine Gemeinde einen Grillplatz, hat sie daher gemäß § 22 Absatz 1 BImSchG schädliche Umwelteinwirkungen, wie Geräusche und Geruchsbelästigungen durch Grillplätze, die nach Art, Ausmaß oder Dauer geeignet sind, erhebliche Belästigungen für die Nachbarschaft herbeizuführen (§ 3 Absatz 1 BImSchG), zu vermeiden, soweit sie nach dem Stand der Technik vermeidbar sind und, sofern dies nicht der Fall ist, auf ein Mindestmaß zu beschränken. Maßstab für die Frage der Erheblichkeit von Beeinträchtigungen durch Grillplätze ist eine Abwägung der situationsbedingten Umstände des Einzelfalles, wobei insbesondere die jeweilige Gebietsart (z. B. Wohngebiet, Außenbereich) und die durch die tatsächlichen Verhältnisse bestimmte Schutzwürdigkeit und Schutzbedürftigkeit der Nachbarn zu berücksichtigen sind. Ein fester Maßstab besteht dabei nicht.
Besteht eine Grillplatzordnung, so kann diese, z. B. bezüglich zeitlicher Begrenzungen, als Maßstab für eine Zumutbarkeit der Belästigungen herangezogen werden. Die Gemeinde ist gegebenenfalls gehalten, die Einhaltung der Grillplatzordnung mit polizeirechtlichen Mitteln durchzusetzen. Nachbarn können den Einsatz dieser Mittel durch eine allgemeine Leistungsklage vor den Verwaltungsgerichten erzwingen.